# جنل ژاکیز
جنل ژاکیز (به انگلیسی: Jennell Jaquays) (زاده ۱۴ اکتبر ۱۹۵۶ – درگذشته ۱۰ ژانویهٔ ۲۰۲۴) طراح بازی و هنرمند آمریکایی بود.
او یک زن ترنس بود.